# Il nodo alla cravatta
Il nodo alla cravatta è un film commedia del 1991 diretto da Alessandro Di Robilant, co-autore anche della sceneggiatura con Umberto Marino.

## Trama
Carlino è un quattordicenne inquieto e ribelle che vive con il padre Cesare, severo e freddo nonché irriducibile donnaiolo, e la madre Bianca, timida e frustrata. L'unica affettuosa con lui è la sorella maggiore Carolina che però convolerà presto a nozze con Pietro. Finito in collegio, Carlino si trova a disagio con i compagni e gli insegnanti, in particolare col sorvegliante notturno che lo punisce continuamente. Dopo l'ennesima punizione, Carlino fugge nella villa di famiglia in campagna, dove viene raggiunto dai genitori che però iniziano subito a litigare tra loro. Di nuovo in fuga, dopo un piccolo incidente va a vivere con Carolina e Pietro ma ben presto decide di tornare in collegio, disgustato dai reciproci tradimenti della sorella e del marito. L'amicizia con il dolce e gentile Bazzoni e l'amore ricambiato per la coetanea Domitilla sembrano aprire uno spiraglio nella sua vita. Intanto i genitori sembrano riappacificarsi.

## Distribuzione
Il film è stato distribuito nelle sale italiane a partire dal 14 agosto 1991, anticipato dall'anteprima al Festival di Locarno.

## Critica
Il critico Morando Morandini nel suo dizionario riporta: «Scritto con Umberto Marino, ha un robusto impianto narrativo, personaggi attendibili, un ambiente messo a fuoco con puntiglio. Non è poco nel quadro di un cinema che da sempre ha avuto difficoltà a raccontare la borghesia».

## Riconoscimenti
- 1991 - Grolla d'oro
  - Grolla d'oro alla miglior sceneggiatura a Alessandro Di Robilant e Umberto Marino
- 1991 - Festival del film Locarno
  - Nomination Pardo d'Oro per il miglior film